# (33268) 1998 HZ93
1998 HZ93 (asteroide 33268) é um asteroide da cintura principal. Possui uma excentricidade de 0.17074500 e uma inclinação de 13.03603º.
Este asteroide foi descoberto no dia 21 de abril de 1998 por LINEAR em Socorro.